# Seria GP3 – Sepang 2016
Runda GP3 na torze Sepang International Circuit – ósma runda mistrzostw serii GP3 w sezonie 2016.

## Lista startowa
| Nr | Kierowca                  | Zespół              | Samochód       | Silnik      | Opony |
| -- | ------------------------- | ------------------- | -------------- | ----------- | ----- |
| 1  | Charles Leclerc           | ART Grand Prix      | Dallara GP3/16 | AER V6 3.4l | P     |
| 2  | Nirei Fukuzumi            | ART Grand Prix      | Dallara GP3/16 | AER V6 3.4l | P     |
| 3  | Alexander Albon           | ART Grand Prix      | Dallara GP3/16 | AER V6 3.4l | P     |
| 4  | Nyck de Vries             | ART Grand Prix      | Dallara GP3/16 | AER V6 3.4l | P     |
| 5  | Antonio Fuoco             | Trident             | Dallara GP3/16 | AER V6 3.4l | P     |
| 6  | Artur Janosz              | Trident             | Dallara GP3/16 | AER V6 3.4l | P     |
| 7  | Giuliano Alesi            | Trident             | Dallara GP3/16 | AER V6 3.4l | P     |
| 8  | Sandy Stuvik              | Trident             | Dallara GP3/16 | AER V6 3.4l | P     |
| 9  | Jake Dennis               | Arden International | Dallara GP3/16 | AER V6 3.4l | P     |
| 10 | Tatiana Calderón          | Arden International | Dallara GP3/16 | AER V6 3.4l | P     |
| 11 | Jack Aitken               | Arden International | Dallara GP3/16 | AER V6 3.4l | P     |
| 14 | Matt Parry                | Koiranen GP         | Dallara GP3/16 | AER V6 3.4l | P     |
| 16 | Matewos Isaakian          | Koiranen GP         | Dallara GP3/16 | AER V6 3.4l | P     |
| 18 | Akash Nandy               | Jenzer Motorsport   | Dallara GP3/16 | AER V6 3.4l | P     |
| 19 | Alessio Lorandi           | Jenzer Motorsport   | Dallara GP3/16 | AER V6 3.4l | P     |
| 20 | Arjun Maini               | Jenzer Motorsport   | Dallara GP3/16 | AER V6 3.4l | P     |
| 22 | Álex Palou                | Campos Racing       | Dallara GP3/16 | AER V6 3.4l | P     |
| 23 | Steijn Schothorst         | Campos Racing       | Dallara GP3/16 | AER V6 3.4l | P     |
| 24 | Konstantin Tierieszczenko | Campos Racing       | Dallara GP3/16 | AER V6 3.4l | P     |
| 26 | Santino Ferrucci          | DAMS                | Dallara GP3/16 | AER V6 3.4l | P     |
| 27 | Jake Hughes               | DAMS                | Dallara GP3/16 | AER V6 3.4l | P     |
| 28 | Kevin Jörg                | DAMS                | Dallara GP3/16 | AER V6 3.4l | P     |
| Nr | Kierowca                  | Zespół              | Samochód       | Silnik      | Opony |

## Wyniki

### Sesja treningowa
| Nr | Kierowca    | Konstruktor         | Czas     | Okr. |
| -- | ----------- | ------------------- | -------- | ---- |
| 11 | Jack Aitken | Arden International | 1:50,883 | 14   |

### Kwalifikacje
Źródło: gp3series.com
| 1                 | 1  | Charles Leclerc           | ART Grand Prix      | 1:49,861 | 1       |
| 2                 | 3  | Alexander Albon           | ART Grand Prix      | 1:50,030 | 2       |
| 3                 | 4  | Nyck de Vries             | ART Grand Prix      | 1:50,192 | 3       |
| 4                 | 11 | Jack Aitken               | Arden International | 1:50,218 | 4       |
| 5                 | 2  | Nirei Fukuzumi            | ART Grand Prix      | 1:50,430 | 8       |
| 6                 | 20 | Arjun Maini               | Jenzer Motorsport   | 1:50,503 | 5       |
| 7                 | 8  | Sandy Stuvik              | Trident             | 1:50,533 | 6       |
| 8                 | 9  | Jake Dennis               | Arden International | 1:50,698 | 7       |
| 9                 | 23 | Steijn Schothorst         | Campos Racing       | 1:50,717 | 9       |
| 10                | 5  | Antonio Fuoco             | Trident             | 1:50,733 | 10      |
| 11                | 18 | Akash Nandy               | Jenzer Motorsport   | 1:50,749 | 11      |
| 12                | 14 | Matt Parry                | Koiranen GP         | 1:50,781 | 12      |
| 13                | 26 | Santino Ferrucci          | DAMS                | 1:50,783 | 13      |
| 14                | 19 | Alessio Lorandi           | Jenzer Motorsport   | 1:50,831 | 14      |
| 15                | 28 | Kevin Jörg                | DAMS                | 1:51,047 | 15      |
| 16                | 27 | Jake Hughes               | DAMS                | 1:51,084 | 16      |
| 17                | 7  | Giuliano Alesi            | Trident             | 1:51,184 | 17      |
| 18                | 16 | Matewos Isaakian          | Koiranen GP         | 1:51,426 | 18      |
| 19                | 10 | Tatiana Calderón          | Arden International | 1:51,456 | 19      |
| 20                | 24 | Konstantin Tierieszczenko | Campos Racing       | 1:51,679 | 20      |
| 21                | 6  | Artur Janosz              | Trident             | 1:51,881 | 21      |
| Zdyskwalifikowani |    |                           |                     |          |         |
|                   | 22 | Álex Palou                | Campos Racing       | 1:50,371 | 22      |
| Poz.              | Nr | Kierowca                  | Konstruktor         | Czas     | Poz. s. |

### Wyścig 1

#### Wyścig
Źródło: Wyprzedź Mnie!
| P                 | + / – | Nr | Kierowca                  | Konstruktor         | Okr. | Czas / Strata | Komentarz |
| ----------------- | ----- | -- | ------------------------- | ------------------- | ---- | ------------- | --------- |
| 1                 | 1     | 3  | Alexander Albon           | ART Grand Prix      | 19   | 35:43,959     |           |
| 2                 | 2     | 11 | Jack Aitken               | Arden International | 19   | +0:06,397     |           |
| 3                 | 2     | 1  | Charles Leclerc           | ART Grand Prix      | 19   | +0:07,166     |           |
| 4                 | 1     | 20 | Arjun Maini               | Jenzer Motorsport   | 19   | +0:07,746     |           |
| 5                 | 4     | 23 | Steijn Schothorst         | Campos Racing       | 19   | +0:18,680     |           |
| 6                 | 1     | 9  | Jake Dennis               | Arden International | 19   | +0:19,544     |           |
| 7                 | 1     | 2  | Nirei Fukuzumi            | ART Grand Prix      | 19   | +0:20,373     |           |
| 8                 | 2     | 5  | Antonio Fuoco             | Trident             | 19   | +0:21,961     |           |
| 9                 | 3     | 14 | Matt Parry                | Koiranen GP         | 19   | +0:24,393     |           |
| 10                | 4     | 8  | Sandy Stuvik              | Trident             | 19   | +0:25,325     |           |
| 11                | 3     | 19 | Alessio Lorandi           | Jenzer Motorsport   | 19   | +0:26,005     |           |
| 12                | 3     | 28 | Kevin Jörg                | DAMS                | 19   | +0:26,949     |           |
| 13                | 10    | 4  | Nyck de Vries             | ART Grand Prix      | 19   | +0:28,171     |           |
| 14                | 8     | 22 | Álex Palou                | Campos Racing       | 19   | +0:33,273     |           |
| 15                | 3     | 16 | Matewos Isaakian          | Koiranen GP         | 19   | +0:35,555     |           |
| 16                | 1     | 7  | Giuliano Alesi            | Trident             | 19   | +0:37,268     |           |
| 17                | 3     | 24 | Konstantin Tierieszczenko | Campos Racing       | 19   | +0:48,279     |           |
| Niesklasyfikowani |       |    |                           |                     |      |               |           |
|                   |       | 26 | Santino Ferrucci          | DAMS                | 11   | +8 okr.       |           |
|                   |       | 18 | Akash Nandy               | Jenzer Motorsport   | 2    | +17 okr.      |           |
|                   |       | 6  | Artur Janosz              | Trident             | 1    | +18 okr.      | [ 4 ]     |
|                   |       | 10 | Tatiana Calderón          | Arden International | 0    | +19 okr.      |           |
|                   |       | 27 | Jake Hughes               | DAMS                | 0    | +19 okr.      |           |
| P                 | + / – | Nr | Kierowca                  | Konstruktor         | Okr. | Czas / Strata | Komentarz |

#### Najszybsze okrążenie
| Nr | Kierowca        | Konstruktor    | Czas     | Okr. |
| -- | --------------- | -------------- | -------- | ---- |
| 3  | Alexander Albon | ART Grand Prix | 1:51,934 | 18   |

### Wyścig 2

#### Wyścig
Źródło: Wyprzedź Mnie!
| P                 | + / –     | Nr | Kierowca                  | Konstruktor         | Okr. | Czas / Strata | Komentarz |
| ----------------- | --------- | -- | ------------------------- | ------------------- | ---- | ------------- | --------- |
| 1                 | 2         | 9  | Jake Dennis               | Arden International | 14   | 26:21,781     |           |
| 2                 | Bez zmian | 2  | Nirei Fukuzumi            | ART Grand Prix      | 14   | +0:03,456     |           |
| 3                 | 4         | 11 | Jack Aitken               | Arden International | 14   | +0:05,688     |           |
| 4                 | 5         | 14 | Matt Parry                | Koiranen GP         | 14   | +0:08,785     |           |
| 5                 | 1         | 1  | Charles Leclerc           | ART Grand Prix      | 14   | +0:09,140     |           |
| 6                 | 7         | 4  | Nyck de Vries             | ART Grand Prix      | 14   | +0:09,982     |           |
| 7                 | 2         | 20 | Arjun Maini               | Jenzer Motorsport   | 14   | +0:10,953     |           |
| 8                 | Bez zmian | 3  | Alexander Albon           | ART Grand Prix      | 14   | +0:18,086     |           |
| 9                 | 2         | 19 | Alessio Lorandi           | Jenzer Motorsport   | 14   | +0:20,376     |           |
| 10                | 6         | 23 | Steijn Schothorst         | Campos Racing       | 14   | +0:22,023     |           |
| 11                | 1         | 28 | Kevin Jörg                | DAMS                | 14   | +0:22,448     |           |
| 12                | 9         | 27 | Jake Hughes               | DAMS                | 14   | +0:23,229     |           |
| 13                | 3         | 7  | Giuliano Alesi            | Trident             | 14   | +0:25,567     |           |
| 14                | 1         | 16 | Matewos Isaakian          | Koiranen GP         | 14   | +0:27,236     |           |
| 15                | 5         | 10 | Tatiana Calderón          | Arden International | 14   | +0:27,886     |           |
| 16                | 7         | 6  | Artur Janosz              | Trident             | 14   | +0:30,008     |           |
| 17                | Bez zmian | 24 | Konstantin Tierieszczenko | Campos Racing       | 14   | +0:30,217     |           |
| 18                | 1         | 18 | Akash Nandy               | Jenzer Motorsport   | 14   | +0:30,606     |           |
| 19                | 5         | 22 | Álex Palou                | Campos Racing       | 14   | +0:48,319     |           |
| 20                | 10        | 8  | Sandy Stuvik              | Trident             | 14   | +1:07,110     |           |
| Niesklasyfikowani |           |    |                           |                     |      |               |           |
|                   |           | 5  | Antonio Fuoco             | Trident             | 11   | +3 okr.       |           |
|                   |           | 26 | Santino Ferrucci          | DAMS                | 4    | +10 okr.      |           |
| P                 | + / –     | Nr | Kierowca                  | Konstruktor         | Okr. | Czas / Strata | Komentarz |

#### Najszybsze okrążenie
| Nr | Kierowca      | Konstruktor | Czas     | Okr. |
| -- | ------------- | ----------- | -------- | ---- |
| 5  | Antonio Fuoco | Trident     | 1:51,520 | 10   |

#### Premia za najszybsze okrążenie w TOP 10
| Nr | Kierowca    | Konstruktor         | Czas     | Okr. |
| -- | ----------- | ------------------- | -------- | ---- |
| 9  | Jake Dennis | Arden International | 1:51,971 | 14   |

## Klasyfikacja po zakończeniu rundy

### Kierowcy
| P  | +/− | Kierowca                  | Starty | Punkty | P1 | P2 | P3 | PP | NO | NS |
| -- | --- | ------------------------- | ------ | ------ | -- | -- | -- | -- | -- | -- |
| 1  | 0   | Charles Leclerc           | 16     | 202    | 3  | 1  | 4  | 4  | 4  | 2  |
| 2  | +1  | Alexander Albon           | 16     | 173    | 4  | 3  | –  | 2  | 3  | 1  |
| 3  | −1  | Antonio Fuoco             | 16     | 157    | 2  | 2  | 4  | –  | –  | 1  |
| 4  | +1  | Jake Dennis               | 16     | 121    | 2  | 1  | 1  | –  | 3  | 2  |
| 5  | +1  | Jack Aitken               | 16     | 117    | 1  | 3  | 1  | –  | 1  | –  |
| 6  | −2  | Nyck de Vries             | 16     | 108    | 1  | 1  | 2  | 1  | 1  | –  |
| 7  | 0   | Matt Parry                | 16     | 82     | 1  | –  | 1  | –  | –  | 2  |
| 8  | +1  | Nirei Fukuzumi            | 16     | 71     | –  | 1  | 1  | –  | –  | 4  |
| 9  | −1  | Jake Hughes               | 16     | 69     | 1  | 1  | 1  | 1  | 2  | 4  |
| 10 | +1  | Arjun Maini               | 12     | 50     | –  | 1  | –  | –  | –  | 1  |
| 11 | −1  | Ralph Boschung            | 12     | 48     | 1  | –  | –  | –  | 1  | 1  |
| 12 | 0   | Santino Ferrucci          | 16     | 34     | –  | –  | 1  | –  | –  | 2  |
| 13 | +2  | Steijn Schothorst         | 16     | 26     | –  | –  | –  | –  | –  | 2  |
| 14 | −1  | Óscar Tunjo               | 5      | 18     | –  | 1  | –  | –  | 1  | –  |
| 15 | −1  | Matewos Isaakian          | 16     | 17     | –  | –  | –  | –  | –  | 5  |
| 16 | 0   | Álex Palou                | 16     | 15     | –  | 1  | –  | –  | –  | –  |
| 17 | 0   | Kevin Jörg                | 16     | 13     | –  | –  | –  | –  | –  | 2  |
| 18 | 0   | Sandy Stuvik              | 16     | 9      | –  | –  | –  | –  | –  | 2  |
| 19 | 0   | Artur Janosz              | 16     | 3      | –  | –  | –  | –  | –  | 2  |
| 20 | 0   | Tatiana Calderón          | 16     | 2      | –  | –  | –  | –  | –  | 3  |
| 21 | 0   | Giuliano Alesi            | 13     | 1      | –  | –  | –  | –  | –  | 2  |
| 22 | N   | Alessio Lorandi           | 2      | 0      | –  | –  | –  | –  | –  | –  |
| 23 | −1  | Akash Nandy               | 16     | 0      | –  | –  | –  | –  | –  | 4  |
| 24 | −1  | Richard Gonda             | 6      | 0      | –  | –  | –  | –  | –  | 1  |
| 25 | −1  | Konstantin Tierieszczenko | 16     | 0      | –  | –  | –  | –  | –  | 3  |
| 26 | −1  | Niko Kari                 | 2      | 0      | –  | –  | –  | –  | –  | 1  |
| 27 | −1  | Mahaveer Raghunathan      | 2      | 0      | –  | –  | –  | –  | –  | –  |
| P  | +/− | Kierowca                  | Starty | Punkty | P1 | P2 | P3 | PP | NO | NS |

### Zespoły
| P | +/− | Konstruktor         | Starty | Punkty | P1 | P2 | P3 | PP | NO | NS |
| - | --- | ------------------- | ------ | ------ | -- | -- | -- | -- | -- | -- |
| 1 | 0   | ART Grand Prix      | 64     | 539    | 8  | 6  | 7  | 7  | 8  | 7  |
| 2 | 0   | Arden International | 48     | 240    | 3  | 4  | 2  | –  | 4  | 5  |
| 3 | 0   | Trident             | 61     | 170    | 2  | 2  | 4  | –  | –  | 7  |
| 4 | 0   | Koiranen GP         | 48     | 147    | 2  | –  | 1  | –  | 1  | 9  |
| 5 | 0   | DAMS                | 48     | 116    | 1  | 1  | 2  | 1  | 2  | 8  |
| 6 | 0   | Jenzer Motorsport   | 41     | 68     | –  | 2  | –  | –  | 1  | 6  |
| 7 | 0   | Campos Racing       | 48     | 41     | –  | 1  | –  | –  | –  | 5  |
| P | +/− | Kierowca            | Starty | Punkty | P1 | P2 | P3 | PP | NO | NS |